# Zdzisław Ignacy Pawlak

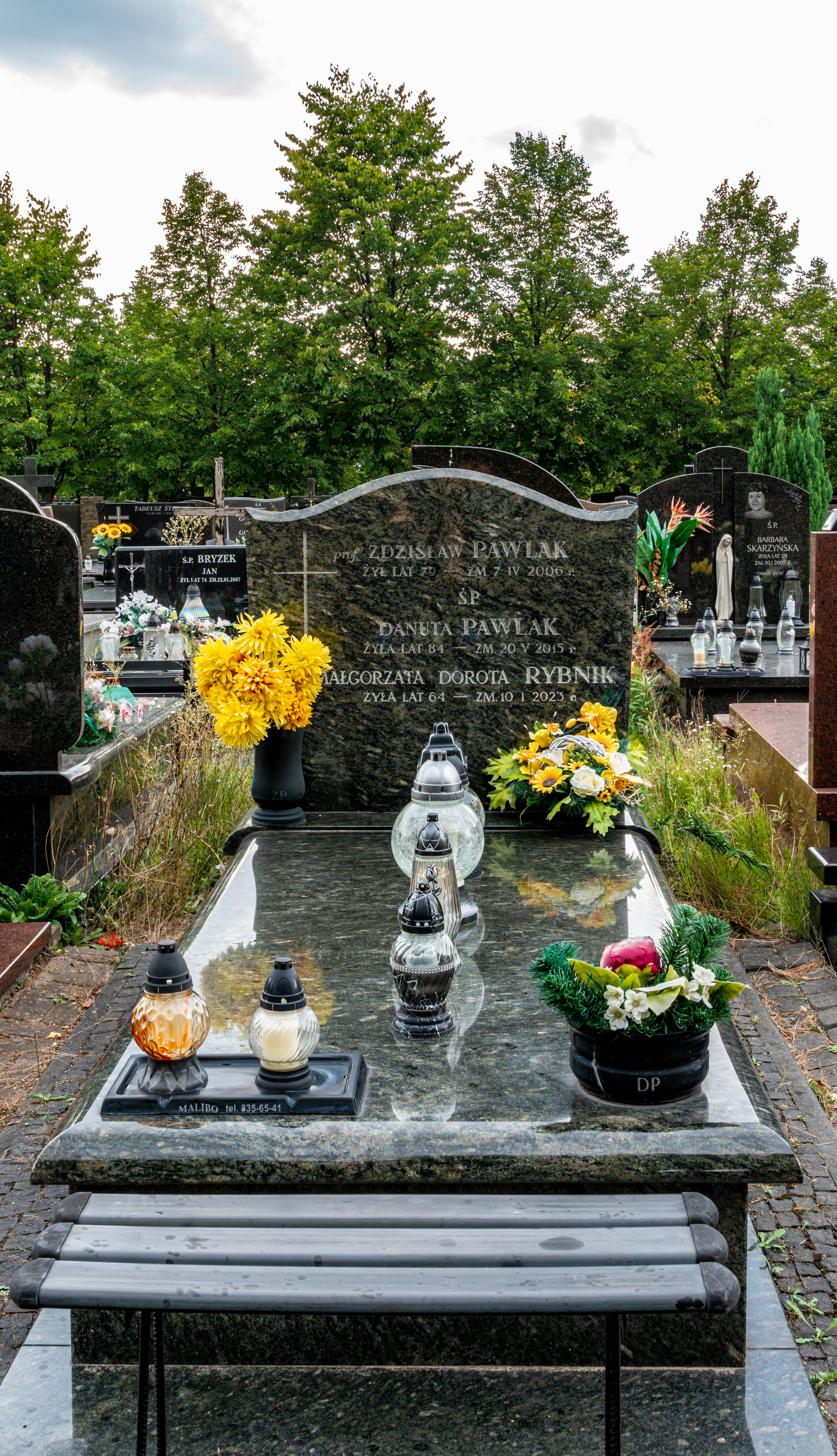
Grób Zdzisława Pawlaka na cmentarzu Komunalnym Północnym w Warszawie

Zdzisław Ignacy Pawlak (ur. 10 listopada 1926 w Łodzi, zm. 7 kwietnia 2006 w Warszawie) – polski matematyk, informatyk, twórca teorii zbiorów przybliżonych, członek rzeczywisty Polskiej Akademii Nauk.

## Kariera zawodowa
1. Politechnika Warszawska, Wydział Łączności – dyplom magistra inżyniera łączności, 1951
2. Instytut Matematyczny Polskiej Akademii Nauk (PAN) – asystent, od ukończenia studiów do 1957. Udział w konstruowaniu pierwszego polskiego komputera elektronicznego.
3. Politechnika Warszawska – asystent, w latach 1957–1959. Kierował zespołem projektującym i wykonującym prototyp jednej z pierwszych maszyn cyfrowych w Polsce.
4. Instytut Matematyczny PAN – adiunkt.
5. Instytut Podstawowych Problemów Techniki PAN – doktorat (nauki techniczne) w 1958
6. Instytut Matematyczny PAN – docent, w latach 1963–1969, stopień naukowy doktora habilitowanego (w dziedzinie matematyki) w 1963
7. Instytut Matematyczny PAN – tytuł profesora nadzwyczajnego w 1971
8. Instytut Podstaw Informatyki PAN – zastępca dyrektora do spraw naukowych w latach 1971–1979, tytuł profesora zwyczajnego w 1978
9. Instytut Informatyki, Wydział Elektroniki, Politechniki Warszawskiej, dyrektor instytutu, w latach 1989–1996
10. Instytut Informatyki Teoretycznej i Stosowanej PAN w Gliwicach – od 1985 do 2006
11. Wyższa Szkoła Informatyki Stosowanej i Zarządzania – w latach 1998–2006

Światową sławę zyskał po sformułowaniu w 1982 nowej teorii (stanowiącej uzupełnienie do teorii mnogości), którą nazwał teorią zbiorów przybliżonych (ang. rough set theory). Na tematy związane z tą teorią odbyło się wiele międzynarodowych konferencji, opublikowano kilka tysięcy artykułów naukowych i kilkadziesiąt książek. Jest też znany w związku ze swoją następującą działalnością:
- Zbudował pierwszy komputer GAM-1 (Grupy Aparatów Matematycznych) – w 1950
- Opracował nową metodę generowania liczb przypadkowych – w 1953 opublikował wyniki tych badań za granicą, była to pierwsza polska publikacja naukowa w dziedzinie informatyki.
- Zaproponował nową metodę przedstawiania liczb w systemie pozycyjnym z ujemną podstawą (tzw. system arytmetyki minus dwójkowej ozn. „-2”). W latach pięćdziesiątych (na Politechnice Warszawskiej) skonstruowano pierwszą maszynę cyfrową UMC 1 funkcjonującą zgodnie z tą metodą. ZE ELWRO we Wrocławiu wyprodukowała kilkadziesiąt maszyn cyfrowych UMC 1.
- Zaproponował nową klasę języków beznawiasowych stanowiących uogólnienie teorii znanej jako beznawiasowa notacja polska Jana Łukasiewicza.
- Przedstawił nowy model formalny maszyny liczącej nazwany od jego nazwiska „maszyną Pawlaka”. Działanie jego komputera różniło się od maszyny cyfrowej, którą zaproponował Alan Mathison Turing (zwanej „maszyną Turinga”) oraz od koncepcji „maszyny z Princeton” Johna von Neumanna.
- Stworzył pierwszy formalny model matematyczny kodów genetycznych DNA.
- Opracował nowe podejście matematyczne do teorii konfliktów.

Laureat Nagrody im. Hugona Steinhausa za rok 1989. W opublikowanej w 2020 roku tzw. liście top 2%, obejmującej autorów o najwyższych złożonych indeksach cytowań, uplasował się na najwyższym miejscu wśród wszystkich naukowców z polską afiliacją (jego 83 publikacje były cytowane w latach 1996-2019 łącznie 19 585 razy w 13 512 różnych pracach).
Spoczywa na Cmentarzu Północnym w Warszawie (kw. S-VI-1-4-16).